# Аподитерий
Аподитерий (на старогръцки: ἀποδυτήριον) е място, където гражданите в Древна Гърция са можели да се съблекат преди влизане в обществена баня, състоящо се от голяма съблекалня с кабини или рафтове, където гражданите могат да съхраняват дрехи и други вещи по време на къпане.
Собствени роби, или един нает в банята, наречена capsarius, се грижат за вещите, докато гражданите са в баните. Съвременен учебник цитира богат млад римски ученик, който при влизане в баните, оставяйки роба си в аподитериите казва: „Не заспивам, за сметка на крадците!“.